# パルメラ
パルメラ (Palmela [palˈmɛlɐ] ( 音声ファイル)) は、ポルトガル・セトゥーバル県の自治体。
ワインの生産が盛んであり、9月第一週の週末にワイン祭りが開かれる。

## 歴史
考古学的知見からは、新石器時代からこの辺りに人が住んでおり、その後古代ローマの勢力圏に組み込まれた。西ローマ帝国が崩壊し支配者が西ゴート族からイスラム帝国（ウマイヤ朝）に移った後の8世紀から9世紀頃、イスラム教徒のムーア人がアラビダ海を望む丘の上に砦を築いた（現在のパルメラ城）。12世紀にアフォンソ1世率いるポルトガル軍が、このムーア人の砦を奪い大規模な拡張を行うとともに、この地はポルトガルの領地となった。

## 観光
旧市街の丘の頂上にあるパルメラ城が最大の見どころであり、城内の修道院跡の建物がポサーダと呼ばれるホテルになっている。また、城内のサンティアゴ教会（12世紀頃）跡の建物が教会の教育施設や観光案内所に、城のキープや隣接する建物がこの地域で発掘された遺物を展示する博物館に、近世になって軍の通信施設として使われた建物は通信歴史博物館として公開されている。現在見られる五角形の城壁は主に14世紀から15世紀頃に掛けて造られたものである。
城から旧市街に降りて行くと、まず最初に目に入るのが市庁舎と聖ペトロ教会である。この教会の起源についてはよく分かっていないが、1320年の文献に初めて記述され、現在の建物は16世紀後半に国王セバスティアン1世の建築家António Rodriguesにより建てられたものである。教会内部は聖ペテロの生涯を描いたアズレージョで装飾されている。市庁舎は、18世紀に裁判所として建てられた建物である。公爵広場（Praça Duque de Palmela）には、1645年に造られ1907年に復元された「さらし台」も残っている。

## アクセス
パルメラ旧市街の北西端（Rua Dona Maria I）にTST社のバス停があり、リスボンのオリエンテ駅バスターミナルおよび、セトゥーバルのバスターミナルから直通バスが、それぞれ1〜2時間に1本運行されている。新市街にあるリスボン近郊鉄道パルメラ駅からは西へ3.3km程度の距離だが、旧市街の丘を麓から登る必要がある。尚、パルメラ駅ホームには日本人アズレージョ作家、白須純さんのアズレージョが施されている。